# Agrotec Suisse
Agrotec Suisse ist der schweizerische Branchen- und Fachverband der Landtechnikbetriebe sowie der Hufschmiede. Er vertritt deren Interessen in Bezug auf die berufliche Grundbildung und Weiterbildung sowie die wirtschaftspolitischen Rahmenbedingungen in der Schweiz. Agrotec Suisse gehört dem Arbeitgeberverband AM Suisse als Mitglied mit eigener Rechtspersönlichkeit an.
Agrotec Suisse zählt rund 720 Unternehmen zu seinen Mitgliedern, davon rund 640 Landtechnikunternehmen und 80 Hufschmiedebetriebe. Die Hufschmiedebetriebe sind im Fachverband Hufschmiede organisiert, welcher bei Agrotec Suisse als Mitglied angegliedert ist, aber unter dem eigenständigen dem Markennamen Farriertec Suisse auftritt. 

## Geschichte
Der Fachverband Agrotec Suisse wurde 2016 im Zuge der Umfirmierung des Dachverbandes AM Suisse gegründet.

## Berufsbildung
Zu den vom Fachverband Agrotec Suisse betreuten Ausbildungen gehören auf Stufe der beruflichen Grundbildung (Lehrabschluss): Landmaschinenmechaniker EFZ, Baumaschinenmechaniker EFZ, Motorgerätemechaniker EFZ und Hufschmied EFZ.
Ein wichtiger Standort für Aus- und Weiterbildungsangebote für diese Berufe in der Schweiz ist das AM Suisse Bildungszentrum in Aarberg (Kanton Bern). Zudem betreiben einige Regionalverbände eigene regionale Bildungszentren. 